# Hockey su ghiaccio ai XIX Giochi olimpici invernali
Gli incontri del torneo di hockey su ghiaccio dei XIX Giochi olimpici invernali (2002) si sono tenuti all'E Center di West Valley City (8.500 posti) e alla Peaks Ice Arena di Provo (8.000 posti). Per la seconda volta dopo Nagano, al torneo maschile si è affiancato quello femminile.

## Uomini

### Medaglie
| Oro | Argento | Bronzo |
| Canada Al MacInnis Eric Brewer Rob Blake Paul Kariya Owen Nolan Jarome Iginla Brendan Shanahan Steve Yzerman Ed Belfour Simon Gagné Joe Nieuwendyk Scott Niedermayer Martin Brodeur Curtis Joseph Michael Peca Chris Pronger Adam Foote Ed Jovanovski Mario Lemieux Theoren Fleury Eric Lindros Joe Sakic Ryan Smyth | USA Mike Dunham Brian Leetch Brian Rafalski Tom Poti Phil Housley Keith Tkachuk Mike Modano John LeClair Tony Amonte Brian Rolston Bill Guerin Brett Hull Chris Drury Gary Suter Chris Chelios Adam Deadmarsh Tom Barrasso Aaron Miller Mike Richter Doug Weight Scott Young Mike York Jeremy Roenick | Russia Egor Podomackij Daniil Markov Aleksej Kovalëv Vladimir Malachov Aleksej Žamnov Sergei Gonchar Darius Kasparaitis Pavel Datsyuk Igor Kravchuk Oleg Tverdovskij Pavel Bure Igor Larionov Sergei Fedorov Alexei Yashin Nikolaj Chabibulin Boris Mironov Sergej Samsonov Valerij Bure Maksim Afinogenov Ilya Bryzgalov Ilya Kovalchuk Andrej Nikolišin Oleg Kvaša |

### Il torneo
Il torneo fu giocato da quattordici paesi. Sei di questi, le "potenze" Canada, Repubblica Ceca, Finlandia, Russia, Svezia e Stati Uniti d'America, furono ammesse direttamente alla fase finale ad otto. Le altre otto squadre (Austria, Bielorussia, Francia, Germania, Lettonia, Slovacchia, Svizzera e Ucraina) diedero vita invece ad un torneo preliminare diviso in due gironi. I vincitori dei due raggruppamenti, Bielorussia e Germania, raggiunsero le altre sei nella final-eight.
Le otto compagini furono a loro volta suddivise in due gironi, al termine del quale si svolsero i quarti, le semifinali e le finali.
La grande sorpresa del torneo fu indubbiamente la Bielorussia. Terminò il girone di final-eight all'ultimo posto con tre sconfitte. Ai quarti eliminò però la favorita Svezia, vincitrice imbattuta del proprio girone. Il Canada vinse la medaglia d'oro nella finale contro gli USA, incontro molto combattuto fino agli ultimi minuti, in cui il Canada riuscì a mettere al sicuro il risultato con un margine di tre reti. Joe Sakic fu eletto MVP.

#### Girone preliminare
| Gruppo A: | Germania    | 3-0-0                                                              |
|           | Lettonia    | 1-1-1                                                              |
|           | Austria     | 1-2-0                                                              |
|           | Slovacchia  | 0-2-1                                                              |
| Gruppo B: | Bielorussia | 2-1-0 (ex aequo con l'Ucraina, battuta però nello scontro diretto) |
|           | Ucraina     | 2-1-0                                                              |
|           | Svizzera    | 1-1-1                                                              |
|           | Francia     | 0-2-1                                                              |

#### Girone Finale
| Gruppo C: | Svezia      | 3-0-0                                                       |
|           | Rep. Ceca   | 1-1-1 (ex aequo col Canada, ma con miglior differenza reti) |
|           | Canada      | 1-1-1                                                       |
|           | Germania    | 0-3-0                                                       |
| Gruppo D: | Stati Uniti | 2-0-1                                                       |
|           | Finlandia   | 2-1-0                                                       |
|           | Russia      | 1-1-1                                                       |
|           | Bielorussia | 0-3-0                                                       |

#### Quarti di finale
Gli incontri si sono giocati il 20 febbraio.
- Bielorussia -  Svezia 4-3
- Russia -  Rep. Ceca 1-0
- Stati Uniti -  Germania 5-0
- Canada -  Finlandia 2-1

#### Semifinali
Gli incontri si sono svolti il 22 febbraio.
- Canada -  Bielorussia 7-1
- Stati Uniti -  Russia 3-2

#### Finale 3º/4º posto
L'incontro si è svolto il 23 febbraio
- Russia -  Bielorussia 7-2

#### Finale
L'incontro si è svolto il 24 febbraio
- Canada -  Stati Uniti 5-2

## Donne

### Medaglie
| Oro | Argento | Bronzo |
| Canada Sami Jo Small Becky Kellar Colleen Sostorics Therese Brisson Cherie Piper Cheryl Pounder Lori Dupuis Caroline Ouellette Danielle Goyette Jayna Hefford Jennifer Botterill Hayley Wickenheiser Dana Antal Kelly Bechard Tammy Shewchuk Kim St-Pierre Vicky Sunohara Isabelle Chartrand Cassie Campbell Geraldine Heaney | Stati Uniti Sara Decosta Tara Mounsey Courtney Kennedy Angela Ruggiero Lyndsay Wall Karyn Bye Sue Merz Laurie Baker Andrea Kilbourne A.J. Mleczko Jenny Potter Julie Chu Shelley Looney Krissy Wendell Katie King Cammi Granato Natalie Darwitz Chris Bailey Tricia Dunn Sarah Tueting | Svezia Emelie Berggren Anna Andersson Maria Rooth Erika Holst Anna Vikman Evina Samuelsson Maria Larsson Kristina Bergstrand Anne-Louise Edstrand Josefin Pettersson Lotta Almblad Joa Elfsberg Gunilla Andersson Nanna Jansson Therese Sjolander Ylva Lindberg Danijela Rundqvist Ulrica Lindstrom Kim Martin Annica Ahlen |

### Il torneo
Parteciparono otto nazioni, divise in due gironi. Le prime due classificate in ogni raggruppamento avanzavano alle semifinali.
Il Canada non subì neppure un gol nel girone preliminare, gli Stati Uniti solo uno. In semifinale il Canada era sotto per 3-2 all'inizio del terzo tempo, ma mise poi a segno cinque reti he consentirono alle nordamericane di agguantare la finale. Nell'altra semifinale, gli Stati Uniti ebbero facilmente ragione della Svezia.
In finale furono comminate 13 penalità alle canadesi e quattro alle statunitensi. La svolta dell'incontro si ebbe quando Jayna Hefford mise a segno il 3-1 ad un secondo dal termine del secondo periodo. Gli Stati Uniti segnarono in power play la loro seconda rete, ma il Canada resistette, portando così a casa l'oro olimpico, il primo nella storia dell'hockey femminile canadese.
Hayley Wickenheiser fu nominata MVP.

#### Girone preliminare
| Gruppo A: | Canada      | 3-0-0                                                    |
|           | Svezia      | 2-1-0                                                    |
|           | Russia      | 1-2-0                                                    |
|           | Kazakistan  | 0-3-0                                                    |
| Gruppo B: | Stati Uniti | 3-0-0                                                    |
|           | Finlandia   | 2-1-0                                                    |
|           | Germania    | 1-1-1 (ex aequo con la Cina, ma miglior differenza reti) |
|           | Cina        | 0-2-1                                                    |

#### Semifinali
- Canada -  Finlandia 7-3
- Stati Uniti -  Svezia 4-0

#### Finale 3º/4º posto
- Finlandia -  Svezia 1-2

#### Finale
- Canada -  Stati Uniti 3-2

## Medagliere
| Pos.   | Paese       | Oro | Argento | Bronzo | Totale |
| ------ | ----------- | --- | ------- | ------ | ------ |
| 1      | Canada      | 2   | 0       | 0      | 2      |
| 2      | Stati Uniti | 0   | 2       | 0      | 2      |
| 3      | Svezia      | 0   | 0       | 1      | 1      |
| 3      | Russia      | 0   | 0       | 1      | 1      |
| Totale | Totale      | 2   | 2       | 2      | 6      |